# État de catastrophe naturelle
Ne doit pas être confondu avec État de calamité naturelle exceptionnelle.
L’état de catastrophe naturelle est une situation dont la reconnaissance en France par le ministère de l’Intérieur permet l’indemnisation systématique des victimes des dommages provoqués par divers agents naturels tels que des inondations, un séisme, une avalanche, etc.
En France, selon l’article L 125-1 alinéa 3 du Code des assurances issu de la loi 82-600 13 juillet 1982, « … Sont considérés comme les effets des catastrophes naturelles (CATNAT), .//., les dommages matériels directs « non assurables » ayant eu pour cause déterminante l’intensité anormale d’un agent naturel, lorsque les mesures habituelles à prendre pour prévenir ces dommages n’ont pu empêcher leur survenance ou n’ont pu être prises… ».

## Dispositions générales

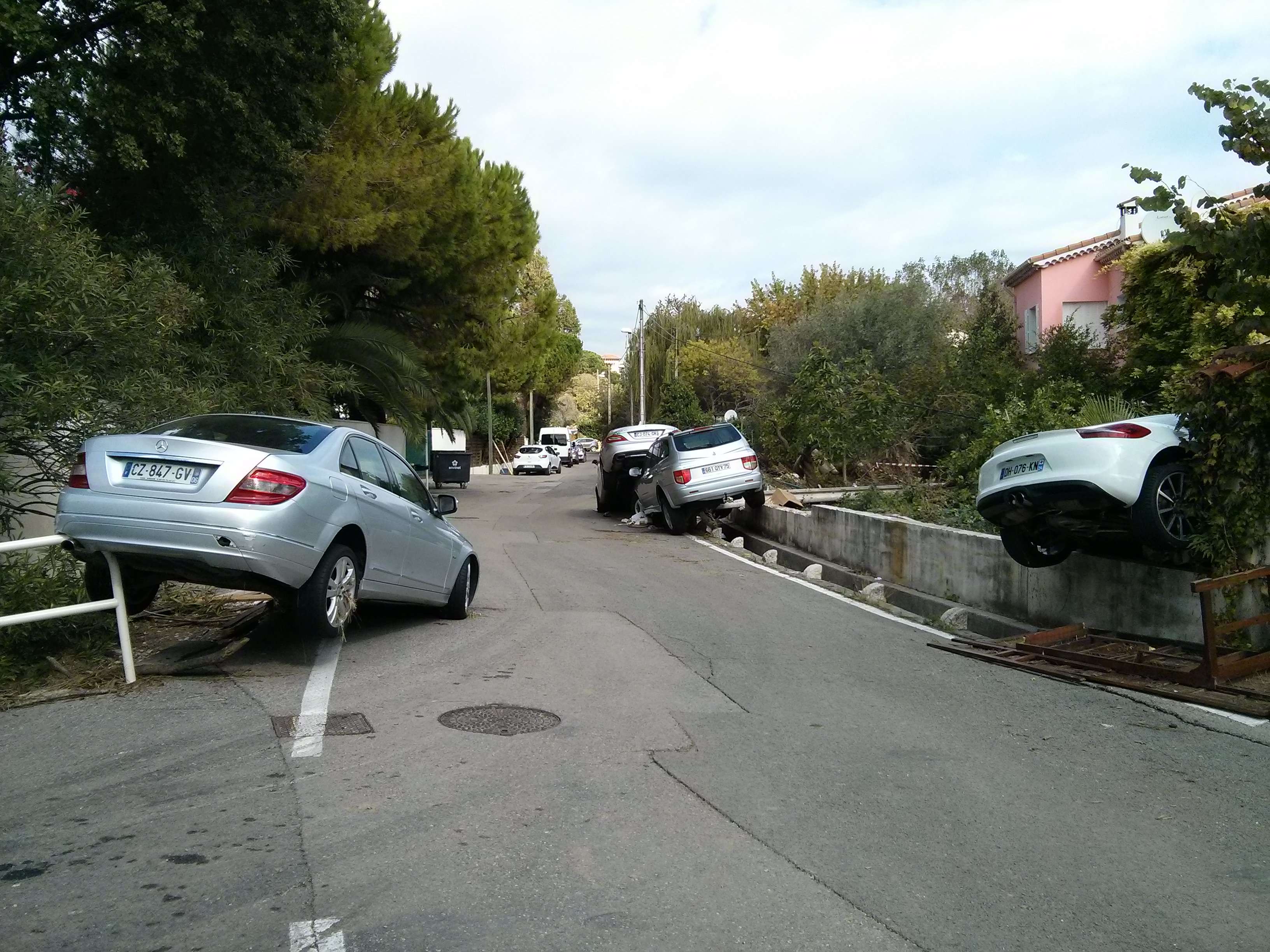
Dégâts consécutifs aux inondations d'octobre 2015 dans les Alpes-Maritimes.

Le maire d’une commune sinistrée à la suite d’un événement naturel intempestif doit recenser les dommages qu’ont subis ses administrés, faire établir un procès-verbal par la gendarmerie ou le commissariat de police local, le transmettre au préfet en lui demandant de faire constater l’état de catastrophe naturelle de tout ou partie de sa commune ; le préfet prend l’avis du service sécurité civile de la direction départementale de la protection des populations ; s’il est positif, la demande du maire est transmise au ministère de l'Intérieur qui prend l’avis d’une commission interministérielle – économie, industrie… ; s’il est positif, un arrêté d’état de catastrophe naturelle de la commune est publié au Journal officiel dans lequel sont précisés les caractères de l’événement naturel en cause, les zones touchées et les dates de la catastrophe. Le maire doit ensuite informer les personnes lésées qu’elles disposent de dix jours après cette publication pour déclarer leurs dommages à leurs assureurs ; dans un délai de trois mois à compter de la date de publication de l’arrêté interministériel, elles doivent en principe être indemnisées des dommages à leurs biens assurés et à eux seuls, reconnus après expertise éventuelle. Leur indemnisation est garantie par l'État à travers la Caisse centrale de réassurance.
Le but de la loi 82-600 est la prévention et l’indemnisation ; son volet prévention est généralement négligé, mais le refus d’indemniser en cas de non-respect du plan de prévention des risques naturels (PPRNP) - quand il en existe un - n’est jamais appliqué. Ainsi, le volet indemnisation satisfait plus ou moins tout le monde ; même estimée insuffisante, l’indemnisation est en effet toujours accordée : le caractère et l’intensité de l’événement naturel - cause déterminante du sinistre -, l’ampleur et la soudaineté de la catastrophe, doivent être anormaux, exceptionnels, termes suffisamment imprécis pour permettre des interprétations peu contraignantes.

## Les aléas
Les aléas naturels relevant de la loi, susceptibles d’avoir des effets catastrophiques, pris en compte dans les PPRNP sont précisés dans la circulaire ministérielle du 19/05/1998, par ordre de fréquence et de gravité :
- Inondations et coulées de boue : inondations de plaines - inondations par crues torrentielles - inondations par ruissellement en secteur urbain, coulées de boue ;
- Inondations consécutives aux remontées de nappe phréatique ;
- Phénomènes liés à l’action de la mer : submersions marines - recul du trait de côte par érosion marine ;
- Mouvements de terrain : effondrements et affaissements - chutes de pierres et de blocs - éboulements en masse - glissements et coulées boueuses associées - laves torrentielles - mouvements de terrain différentiels consécutifs à la sécheresse et à la réhydratation des sols ;
- Avalanches ;
- Séismes.

Ne figurent pas dans ce catalogue les phénomènes atmosphériques, tempête, neige, grêle… et l’activité humaine, car les « dommages matériels directs » dont ils seraient les « causes déterminantes » ne sont pas « non assurables », les éruptions volcaniques propres aux Antilles et à la Réunion qui ont des réglementations spécifiques et les chutes de météorites très peu probables. Les tempêtes d'ampleur « exceptionnelle », pouvaient relever jusqu'en 1990 du dispositif CATNAT. À partir de la loi du 25 juin 1990, modifiant le code des assurances, elles sont définitivement écartées du dispositif car considérées assurables (effets du vent) par les contrats d’assurance privés.

## L’indemnisation
Un assureur ne prendra en charge le règlement d'un sinistre dû à une catastrophe naturelle qu'à la double condition que l'on soit assuré effectivement contre ce type de sinistre et que l'état de catastrophe naturelle soit confirmé par un arrêté interministériel. Cela constitue une contrainte morale et politique pour les autorités concernées. Selon la loi, l’indemnisation n’est éventuellement due que si des mesures habituelles ou prescrites de prévention ont été prises et se sont révélées insuffisantes. Mais certains déplorent que les interventions politiques au niveau national ne concernent presque toujours que l’indemnisation, mais pas suffisamment la prévention.
Les victimes sont indemnisées sur la base de la garantie catastrophes naturelles figurant obligatoirement dans leurs contrats d’assurance de dommages aux biens (" multirisque habitation", véhicules…) ; l’indemnisation n’est pas due en l’absence de tels contrats et s’il en existe un, son montant ne peut pas dépasser celui de la garantie principale ; ces dispositions sont difficilement comprises et acceptées par les victimes bien, mal ou pas assurées qui pensent que l’indemnité devrait couvrir la totalité de leur préjudice, non seulement matériel au sens strict d’immeubles et objets, mais aussi immatériel et d’atteinte physique aux personnes.
[non neutre] L’indemnisation étant ainsi considérée comme le seul objet de la loi, des interventions à connotation nettement politique ont multiplié les cas de « catastrophes naturelles », alors qu’avant, on ne voyait dans la plupart des événements ainsi désignés, pour la plupart fréquents, localisés et mineurs, que des inconvénients que l’on devait subir de temps en temps, ou des risques que l’on connaissait et dont on était préparé à affronter la réalisation : naguère dans les zones inondables, les rez-de-chaussée des bâtiments n’étaient ni habités ni occupés par des commerces ; maintenant ce n’est plus le cas et on a construit des lotissements dans des zones inondables.

## Les franchises
Franchises légales à la charge de l'assuré :
- Biens à usage privé (habitations, véhicules à moteur…) : 380 € (1 520 € pour les mouvements de sols sécheresse/réhydratation) ;
- Biens à usage professionnel : 10 % des dommages matériels directs, minimum 1140 € (3 050 € pour les mouvements de sols sécheresse/réhydratation, ou supérieure si prévue au contrat).

En cas de sinistres répétitifs depuis cinq ans et en l’absence de PPR, la franchise est doublée au troisième arrêté d'état de catastrophe naturelle pour le même risque, triplée au quatrième et quadruplée pour les arrêtés suivants.

## Les recours
Un événement qualifié de « catastrophe naturelle » est, en principe, un cas de force majeure : selon le droit civil, on ne peut donc en imputer la responsabilité à quiconque. Mais selon le droit public, l’état ou la commune peuvent être reconnus partiellement responsables et donc contribuer à l’indemnisation ; comme l’indemnisation de droit ne concerne que les dommages matériels directs avec des exclusions, les victimes peuvent saisir le juge administratif ou judiciaire pour obtenir un complément d’indemnisation, souvent accordée par les Cours administratives d’appel.